# Okolniczy
Okolniczy t. okolnik (ros. окольничий) – ranga i urząd dworski w państwie rosyjskim w XIII–pocz. XVIII wieku.
W słowniku Władimira Dala (Tołkowyj słowar´ żywogo wielikorusskogo jazyka) to urzędnik, stojący w hierarchii dworskiej na drugiej pozycji, po bojarze. Od połowy XVI wieku plasował się na drugim miejscu po bojarze w dumie bojarskiej. Okolniczy stali na czele prikazów, pułków, byli wyznaczani do misji dyplomatycznych itd. Według Wasilija Tatiszczewa termin „okolniczy” jest związany z okolicznością (околичность) i okólny (окольный), co tłumaczy w pewnym sensie występowanie w dawnych aktach wyrazu „okolicznik” (околичники) używanego zamiast okolniczego.
Termin najwcześniej został poświadczony w źródłach z XIV wieku (gramota kontraktowa wielkiego księcia Siemiona Dumnego oraz gramota wielkiego księcia riazańskiego Olega Iwanowicza, uposażająca Uspieński Monaster we Lgowie). Z badań nad moskiewskimi źródłami pisanymi z XVI–XVII wieku wynika, że okolniczym powierzano takie same sprawy zarządzania, co bojarom, z tą różnicą, że ranga okolniczego była niższa. Okolniczy zasiadali w prikazach, byli wyznaczani jako namiestnicy, wojewodowie, posłowie i członkowie dumy. Początkowo, co widać z ksiąg wypisowych, ich służba polegała na organizowaniu podróży książąt i carów, a także na prezentowaniu władcom obcych posłów i organizowaniu ich pobytu podczas misji dyplomatycznych.
Liczba okolniczych początkowo była niewielka. Po śmierci Wasyla II Ślepego przy dworze służył jeden okolniczy. Za jego następcy, Iwana III Srogiego, przez dłuższy czas przy władcy było nie więcej niż trzech okolniczych (Afanasij Jerokin i in.). Pod koniec jego rządów liczba okolniczych zaczęła rosnąć, także na początku panowania Wasyla III w tej randze służyło sześć osób. Za Iwana IV Groźnego na urzędzie jednocześnie było od czterech do sześciu okolniczych, za Dymitra Samozwańca – czternastu, za Wasyla Szujskiego – siedemnastu, za Michała Fiodorowicza – od dziewięciu do siedemnastu, na początku panowania Aleksego Michajłowicza – dwunastu. Ostatnimi mianowanymi okolniczymi byli książęta M.F. Szachowski, M.M. Żyrowoj-Zasiekin i P.W. Buturlin – w 1712 roku.
Wraz z powiększeniem liczby okolniczych ich obowiązki rozszerzały się. Według sudiebników okolniczy miał za zadanie pilnowania „prawa pola”, tj. pojedynku sądowego. Okolniczym mógł zostać członek rodziny drobnoszlacheckiej, często też na urząd mianowano osoby nienobilitowane, którym nadawano w związku z tym szlachectwo (np. Aleksiej Adaszew, Artamon Matwiejew, członkowie rodzin Basmanowych, Godunowych, Streszniewych, Naryszkinych, Chitrowów). W XVII wieku urząd zaczął się różnicować, pojawili się okolniczy bliscy – pokojowi, którzy mieli wyższą rangę niż dalsi bojarze.
Wynagrodzenie okolniczego zależało od cara. Początkowo wynosiło około 300 rubli, pod koniec XVII wieku sięgało nawet 800 rubli. Ułożenie wydane przez Aleksego Michajłowicza wyznaczało wysokość wynagrodzenia okolniczego w ujeździe moskiewskim na 150 ćwierci (четь), jednak takie wynagrodzenie było wypłacane tylko na polecenie cara. Zdarzały się przypadki odmowy objęcia urzędu – np. P.P. Gołowin.
W wojsku według nowego systemu istniał urząd wielkiego pułkowego okolniczego (большой полковой окольничий) – odpowiednik kwatermistrza.